# Trà Vinh (thành phố)
Trà Vinh là thành phố tỉnh lỵ cũ của tỉnh Trà Vinh cũ, Việt Nam.

## Địa lý

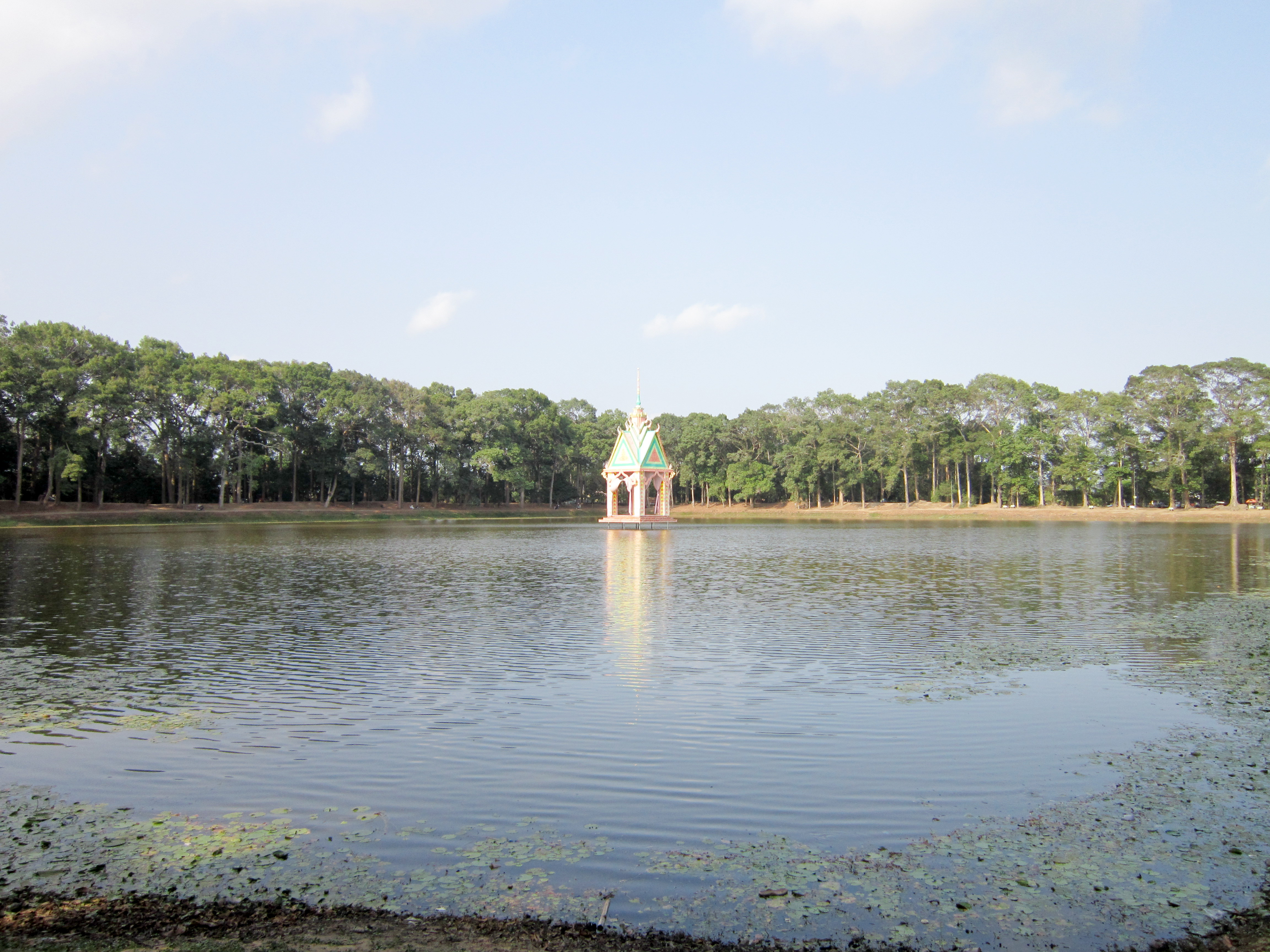
Ao Bà Om tại thành phố Trà Vinh

Thành phố Trà Vinh là tỉnh lỵ của tỉnh Trà Vinh, nằm ở phía Nam sông Tiền có tọa độ địa lý từ 106°18’ đến 106°25’ kinh độ Đông và từ 9°31’ đến 10°1’ vĩ độ Bắc, có vị trí địa lý:
- Phía đông và phía nam giáp huyện Châu Thành
- Phía tây giáp huyện Càng Long
- Phía bắc giáp huyện Mỏ Cày Nam, tỉnh Bến Tre.

Với diện tích 67,94 km² chủ yếu gồm 3 nhóm đất chính là đất cát giồng, đất phù sa và đất phèn tiềm năng. Tài nguyên thiên nhiên nước chủ yếu từ nguồn nước mặt và nguồn nước ngầm khai thác từ sông, hồ kênh, rạch,... tuy nhiên trữ lượng nước không đáp ứng được nhu cầu sản xuất và sinh hoạt của người dân. Chưa phát hiện có các loại khoáng sản mà chủ yếu là cát xây dựng ở xã Long Đức với trữ lượng không lớn, chất lượng thấp và phù thuộc vào dòng chảy của sông Cổ Chiên. Ngoài ra, hiện nay trên địa bàn thành phố Trà Vinh có nhiều địa điểm du lịch gắn liền với văn hóa dân tộc như: Khu văn hóa du lịch ao Bà Om, Đền thờ Bác Hồ, các di tích cổ đền, chùa và tiềm năng phát triển khu du lịch sinh thái ấp Long Trị, xã Long Đức.

## Hành chính

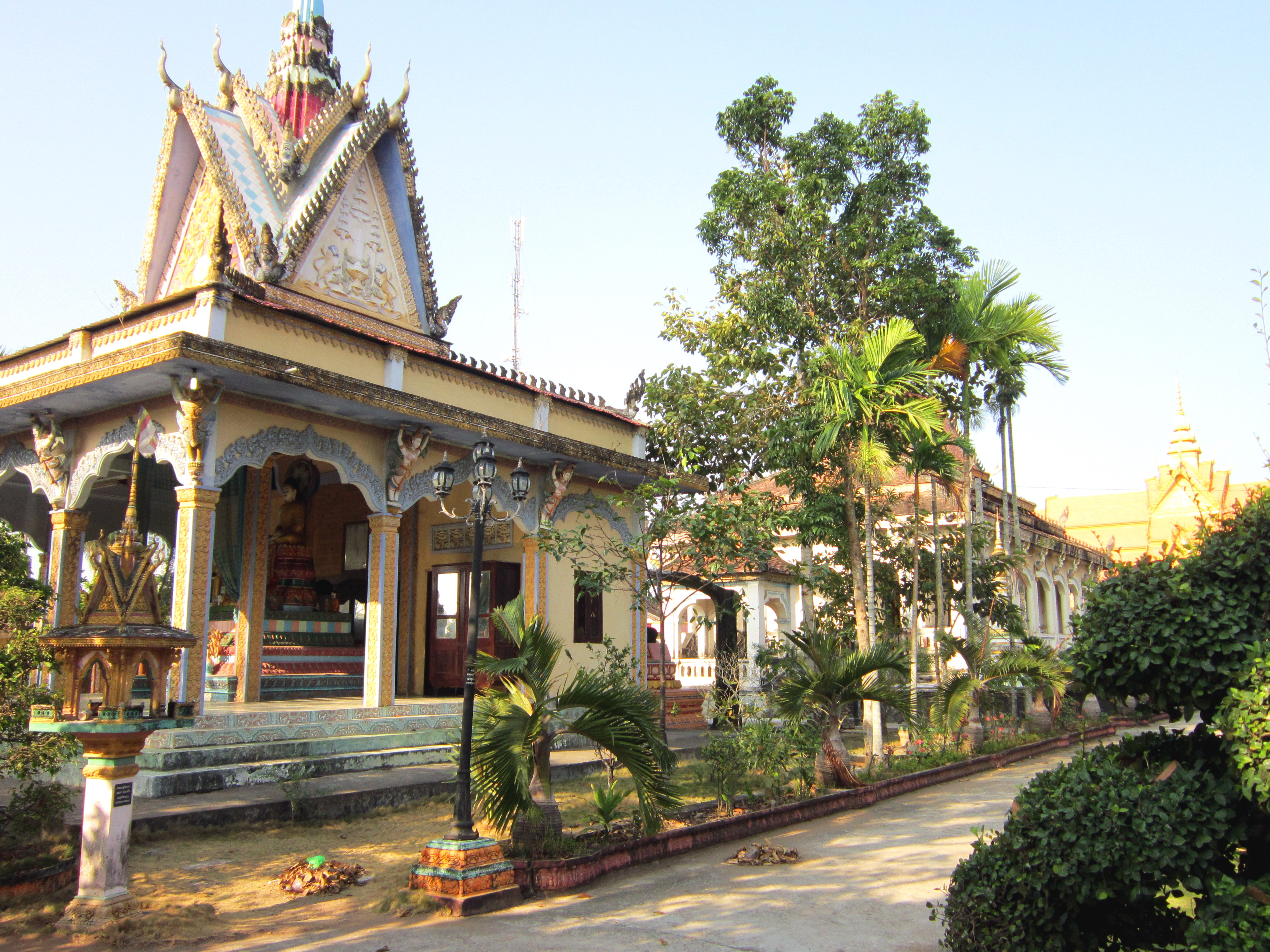
Chùa Nigrodhakambankasanta (Chùa Mới) tại thành phố Trà Vinh

Thành phố Trà Vinh có 8 đơn vị hành chính cấp xã trực thuộc, bao gồm 7 phường: 1, 3, 4, 5, 7, 8, 9 và xã Long Đức.
| \| Tên \| Diện tích năm 2022 (km²) \| Dân số năm 2022 (người) \| Mật độ (người/km²) \| \| -------------- \| ------------------------ \| ----------------------- \| ------------------ \| \| Phường (7) \| \| \| \| \| Phường 1 \| 2,49 \| 10.561 \| 4.241 \| \| Phường 3 \| 1.47 \| 19.123 \| 5.020 \| \| Phường 4 \| 1,56 \| 9.978 \| 6.396 \| \| Phường 5 \| 2,23 \| 11.196 \| 12.077 \| \| Phường 7 \| 5,78 \| 16.694 \| 2.888 \| \| Phường 8 \| 3,58 \| 9.641 \| 2.693 \| \| Phường 9 \| 11,77 \| 13.579 \| 1.153 \| \| Xã (1) \| \| \| \| \| Long Đức \| 39,06 \| 21.966 \| 562 \| \| Toàn thành phố \| 67,94 \| 112.738 \| 1.659 \| |                          |                         |                    |
| Thuyết minh tổng hợp: Quy hoạch chung thành phố Trà Vinh (mở rộng), tỉnh Trà Vinh đến năm 2045 |                          |                         |                    |
| Tên | Diện tích năm 2022 (km²) | Dân số năm 2022 (người) | Mật độ (người/km²) |
| Phường (7) |                          |                         |                    |
| Phường 1 | 2,49                     | 10.561                  | 4.241              |
| Phường 3 | 1.47                     | 19.123                  | 5.020              |
| Phường 4 | 1,56                     | 9.978                   | 6.396              |
| Phường 5 | 2,23                     | 11.196                  | 12.077             |
| Phường 7 | 5,78                     | 16.694                  | 2.888              |
| Phường 8 | 3,58                     | 9.641                   | 2.693              |
| Phường 9 | 11,77                    | 13.579                  | 1.153              |
| Xã (1) |                          |                         |                    |
| Long Đức | 39,06                    | 21.966                  | 562                |
| Toàn thành phố | 67,94                    | 112.738                 | 1.659              |

## Lịch sử
Tỉnh Trà Vinh được thành lập năm 1900, tỉnh lỵ đặt tại làng Minh Đức, sau đổi thành Long Đức thuộc quận Châu Thành. Thị xã Trà Vinh có vị trí thuận lợi do nằm gần cửa sông Cổ Chiên nên sớm trở thành trung tâm dịch vụ và sau đó là trung tâm hành chính, quân sự của tỉnh Trà Vinh.
Ngày 22 tháng 10 năm 1956, Tổng thống Việt Nam Cộng hòa Ngô Đình Diệm ra Sắc lệnh 143-NV về việc giải thể và sáp nhập tỉnh Tam Cần vào tỉnh Trà Vinh, đồng thời đổi tên tỉnh Trà Vinh thành tỉnh Vĩnh Bình; đổi tên xã Long Đức thành xã Phú Vinh và chọn làm lỵ sở của quận Châu Thành, tỉnh Vĩnh Bình. Lúc này, tỉnh lỵ tỉnh Vĩnh Bình cũng bị đổi tên tên là “Phú Vinh”, do lấy theo tên xã Phú Vinh thuộc quận Châu Thành là nơi đặt tỉnh lỵ.
Sau năm 1975, Quốc hội Việt Nam khóa VI quyết định hợp nhất tỉnh Trà Vinh và tỉnh Vĩnh Long thành tỉnh Cửu Long, với tỉnh lỵ là thị xã Vĩnh Long. Giai đoạn từ năm 1975 đến năm 1991 thị xã Trà Vinh là trung tâm vùng phía Đông Nam của tỉnh, gồm 7 phường (đánh số thứ tự từ 1 đến 7).
Ngày 11 tháng 3 năm 1977, Hội đồng Chính phủ ban hành Quyết định số 59-CP về việc chuyển xã Long Đức thuộc huyện Châu Thành Đông vừa giải thể về thị xã Trà Vinh quản lý.
Ngày 26 tháng 12 năm 1991, Quốc hội ban hành Nghị quyết về việc chia tỉnh Cửu Long thành tỉnh là Vĩnh Long và tỉnh Trà Vinh. Thị xã Trà Vinh thuộc tỉnh Trà Vinh và cũng từ đây, thị xã Trà Vinh đã và đang được đầu tư xây dựng, quy hoạch lại theo hướng công nghiệp hóa, hiện đại hóa và trở thành trung tâm hành chính về chính trị, kinh tế, văn hóa, xã hội và an ninh quốc phòng của tỉnh.
Ngày 18 tháng 7 năm 2002, Chính phủ ban hành Nghị định số 70/2002/NĐ-CP về việc:
- Sáp nhập 1.302,09 ha diện tích tự nhiên và 14.831 nhân khẩu của các xã Nguyệt Hóa, Đa Lộc, Lương Hòa thuộc huyện Châu Thành vào thị xã Trà Vinh quản lý.
- Thành lập Phường 8 trên cơ sở 187,13 ha diện tích tự nhiên và 4.839 nhân khẩu của xã Nguyệt Hoá; 123,7 ha diện tích tự nhiên và 2.534 nhân khẩu của xã Lương Hoà.
- Thành lập Phường 9 trên cơ sở 714,8 ha diện tích tự nhiên và 4.972 nhân khẩu của xã Đa Lộc; 276,46 ha diện tích tự nhiên và 2.486 nhân khẩu của xã Lương Hoà.

Sau khi điều chỉnh địa giới hành chính, thị xã Trà Vinh có 6.515,69 ha diện tích tự nhiên và 86.102 nhân khẩu; gồm 10 đơn vị hành chính trực thuộc là các phường 1, 2, 3, 4, 5, 6, 7, 8, 9 và xã Long Đức.
Ngày 28 tháng 8 năm 2007, Bộ Xây Dựng ban hành Quyết định số 1122/QĐ-BXD về việc công nhận thị xã Trà Vinh thuộc tỉnh Trà Vinh là đô thị loại III.
Ngày 4 tháng 3 năm 2010, Chính phủ ban hành Nghị quyết số 11/NQ-CP về việc thành lập thành phố Trà Vinh thuộc tỉnh Trà Vinh trên cơ sở toàn bộ diện tích và dân số của thị xã Trà Vinh.
Thành phố Trà Vinh có diện tích tự nhiên 6.803,50 ha và 131.360 nhân khẩu, 10 đơn vị hành chính cấp xã, gồm 9 phường: 1, 2, 3, 4, 5, 6, 7, 8, 9 và xã Long Đức.
Ngày 5 tháng 2 năm 2016, Thủ tướng Chính phủ ban hành Quyết định số 241/QĐ-TTg về việc công nhận thành phố Trà Vinh là đô thị loại II trực thuộc tỉnh Trà Vinh.
Ngày 14 tháng 11 năm 2024, Ủy ban Thường vụ Quốc hội ban hành Nghị quyết số 1277/NQ-UBTVQH15 về việc sắp xếp đơn vị hành chính cấp xã của tỉnh Trà Vinh giai đoạn 2023 – 2025 (nghị quyết có hiệu lực từ ngày 1 tháng 1 năm 2025). Theo đó, sáp nhập Phường 2 và Phường 6 vào Phường 3.
Thành phố Trà Vinh có 7 phường và 1 xã như hiện nay.
Ngày 28 tháng 3 năm 2025, Thủ tướng Chính phủ ban hành Quyết định số 691/QĐ-TTg về việc công nhận thành phố Trà Vinh mở rộng, tỉnh Trà Vinh đạt tiêu chí đô thị loại II.

## Dân số
Dân số toàn thành phố đạt khoảng 160.310 người, trong đó dân tộc Khmer chiếm 19,96%, dân tộc Hoa chiếm 6,22%, dân tộc khác chiếm 0,2% và số đông còn lại là dân tộc Kinh.
Toàn thành phố có khoảng 85.513 người trong độ tuổi lao động, mật độ dân số tăng tự nhiên hàng năm gần 1,35%.
Thành phố Trà Vinh có diện tích 68,03 km², dân số năm 2019 là 112.584 người, mật độ dân số đạt 1.655 người/km².
Thành phố có diện tích 67,94 km², dân số năm 2022 là 112.738 người.

## Giao thông
Thành phố Trà Vinh nằm bên bờ sông Tiền, trên Quốc lộ 53 và cách Thành phố Hồ Chí Minh khoảng 202 km và cách thành phố Cần Thơ 100 km, cách bờ biển Đông 40 km, với hệ thống giao thông đường bộ và đường thủy khá hoàn chỉnh thuận tiện để phát triển kinh tế, văn hóa - xã hội với các tỉnh đồng bằng sông Cửu Long và là vùng kinh tế trọng điểm của tỉnh. Hiện nay thành phố đang triển khai đầu tư xây dựng khu đô thị HQC Trà Vinh nằm trên địa bàn phường 4.

### Đường phố
Tên đường phố ở thị xã Trà Vinh trước năm 1975:
- Đường Thái Lập Thành nay là đường Tô Thị Huỳnh
- Đường Nguyễn Tri Phương nay là đường Trần Phú
- Đường Phan Thanh Giản nay là đường Nam Kỳ Khởi Nghĩa
- Đường Lê Văn Duyệt nay là đường 19 tháng 5
- Đường Calmette nay là đường Lý Tự Trọng
- Đường Gia Long nay là đường Phạm Thái Bường
- Đường Thủ Tướng Thinh nay là đường Điện Biên Phủ
- Đường Thành Thái nay là đường Võ Thị Sáu
- Đường Neuve nay là đường Hai Bà Trưng
- Đường Tôn Thọ Tường và Công Trường Diên Hồng nay là đường Độc Lập
- Đường Lê Quang Liêm nay là đường Nguyễn Thị Minh Khai
- Đường Lý Thái Tổ nay là đường Hùng Vương
- Đường Đỗ Hữu Vị nay là đường Nguyễn Thị Út.

## Hình ảnh
Ảnh chụp trong thành phố Trà Vinh:

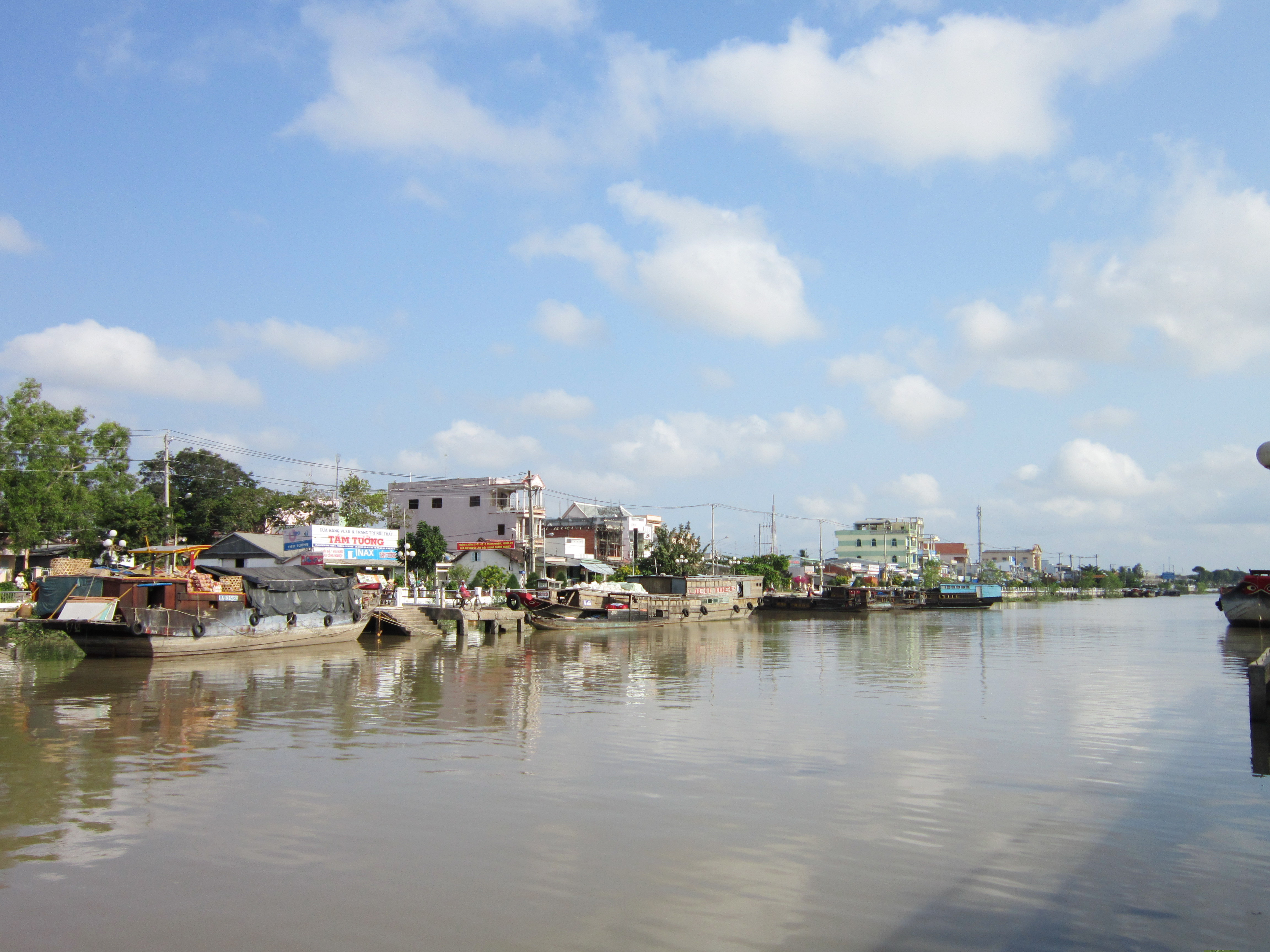
Kênh trong thành phố.
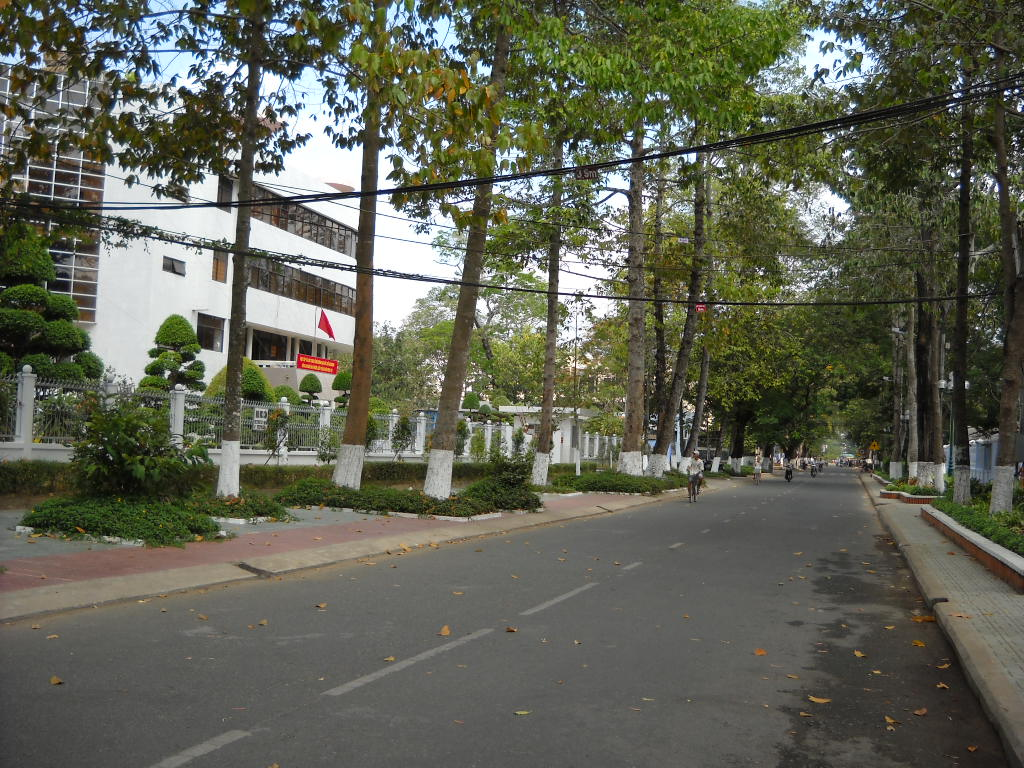
Một đường phố.
Đường Nguyễn Đáng.
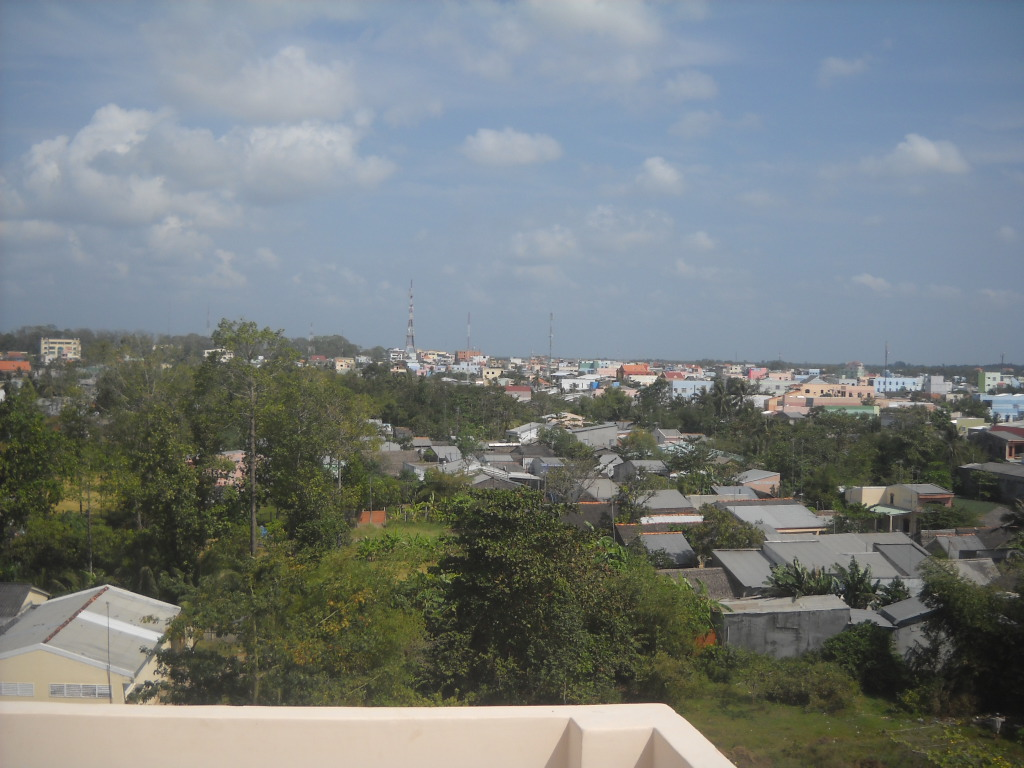
Một góc thành phố Trà Vinh.
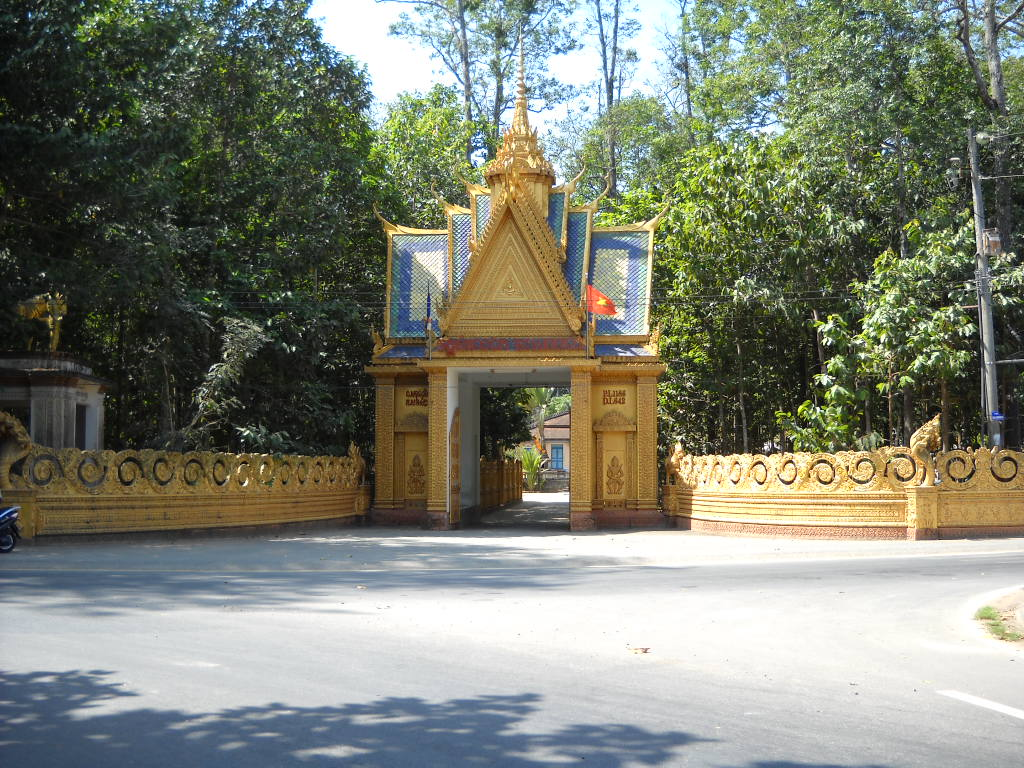
Chùa Watsamrongek của người Khmer ở phường 8
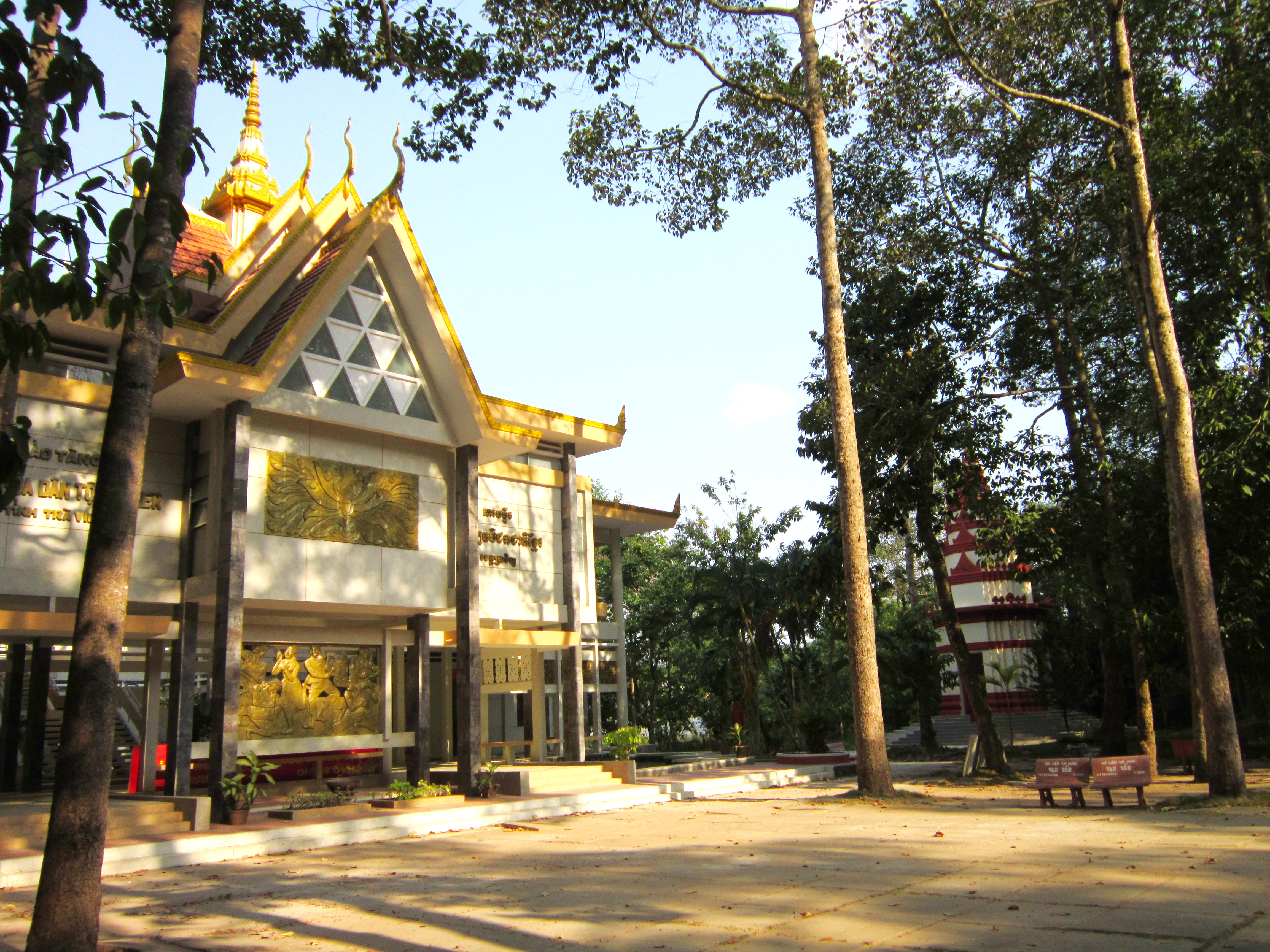
Bảo tàng Khmer ở Trà Vinh
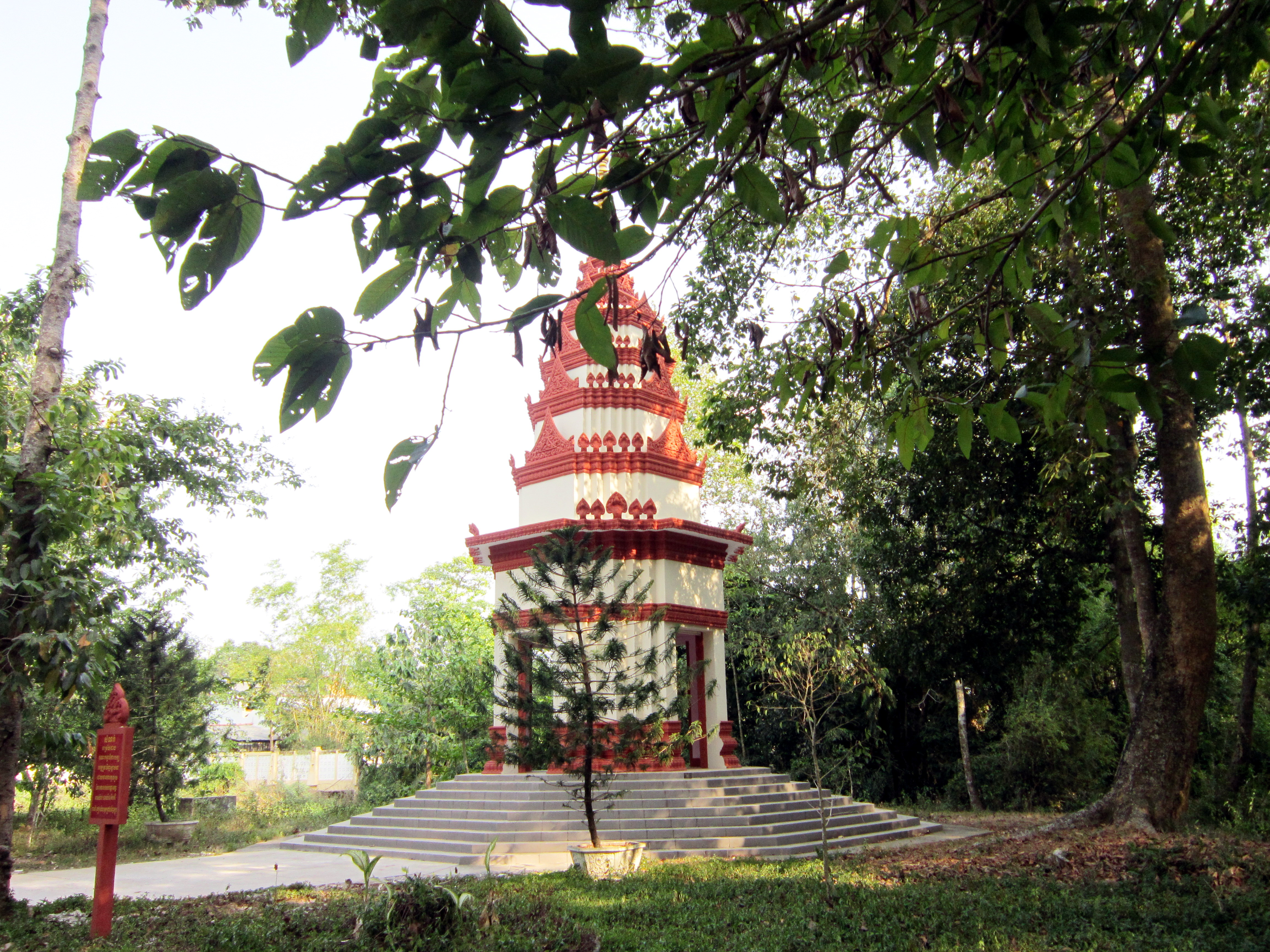
Một ngôi tháp trong khuôn viên Bảo tàng văn hóa dân tộc Khmer tỉnh Trà Vinh
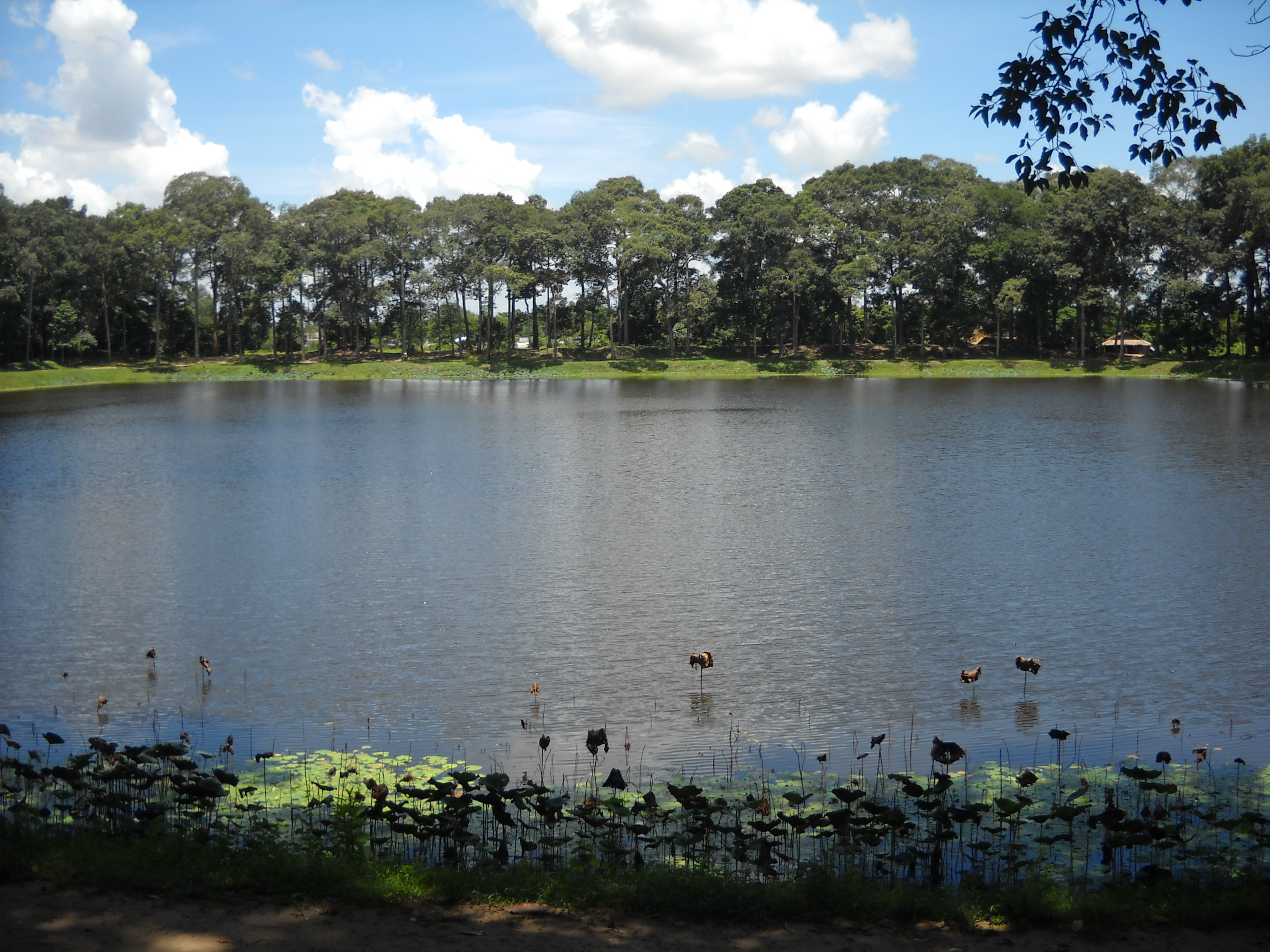
Ao Bà Om
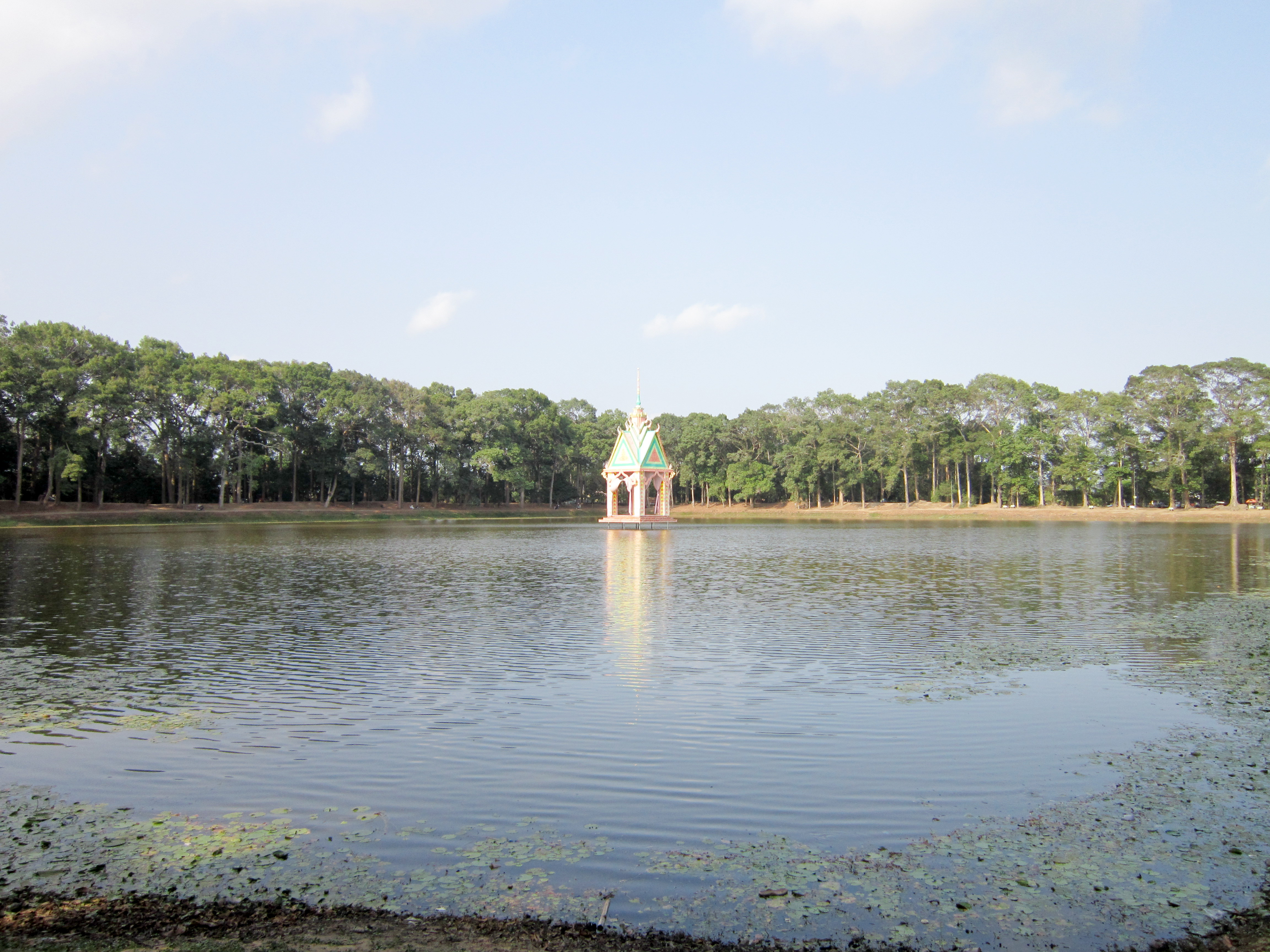
Ao Bà Om
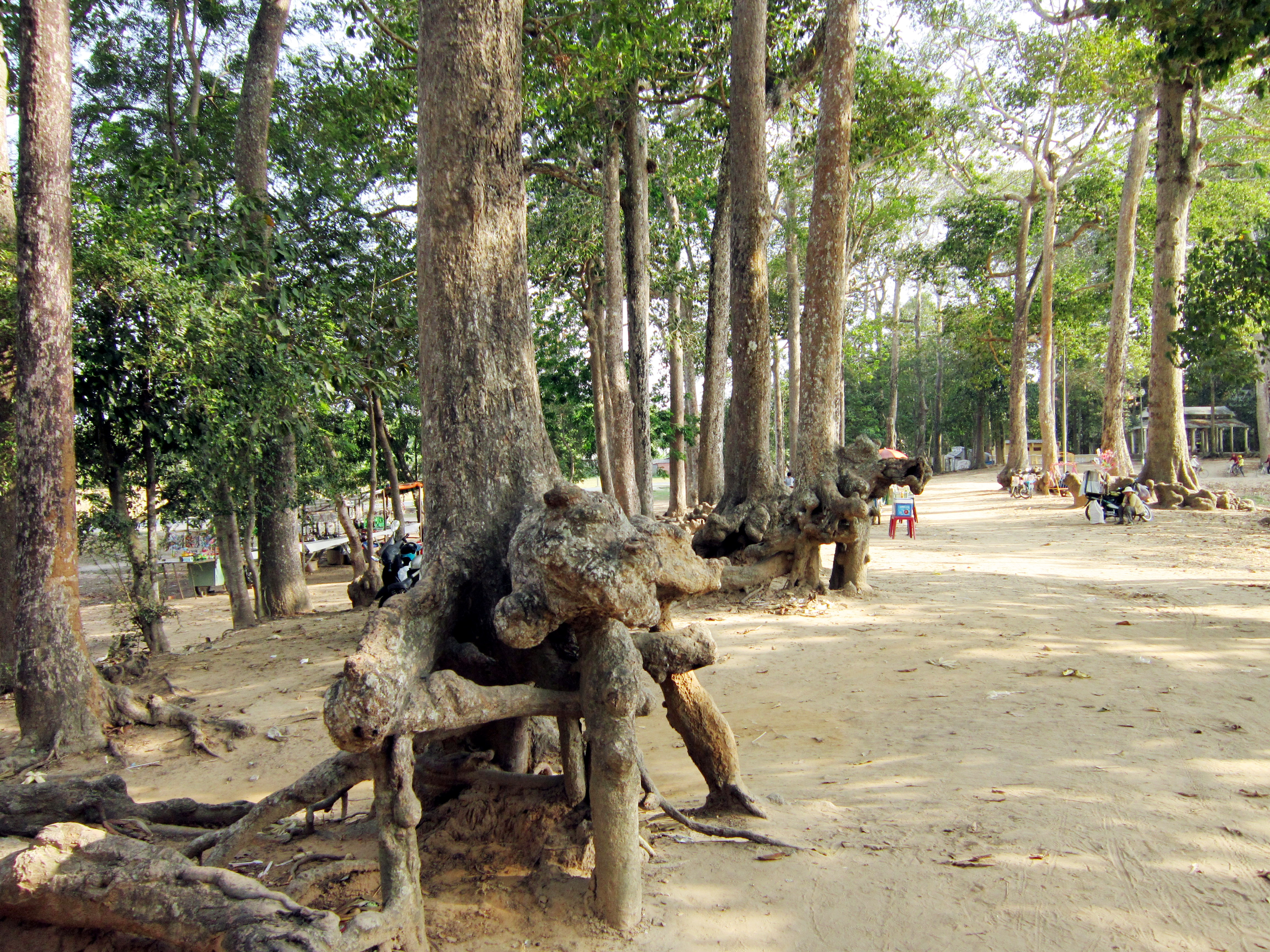
Xung quanh ao có nhiều cây cổ thụ hàng trăm năm tuổi
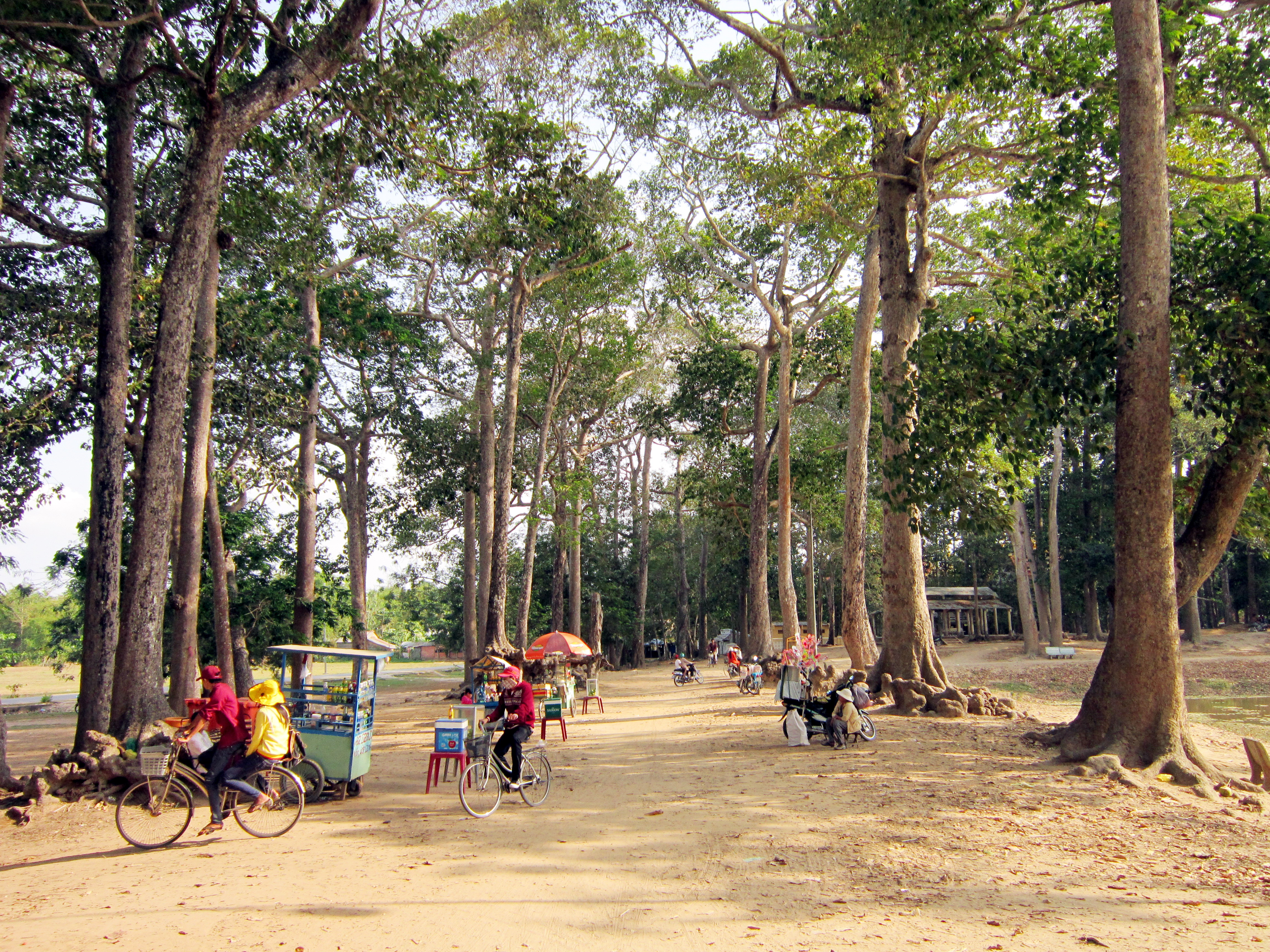
Người dân thường đến khu vực ao để vui chơi
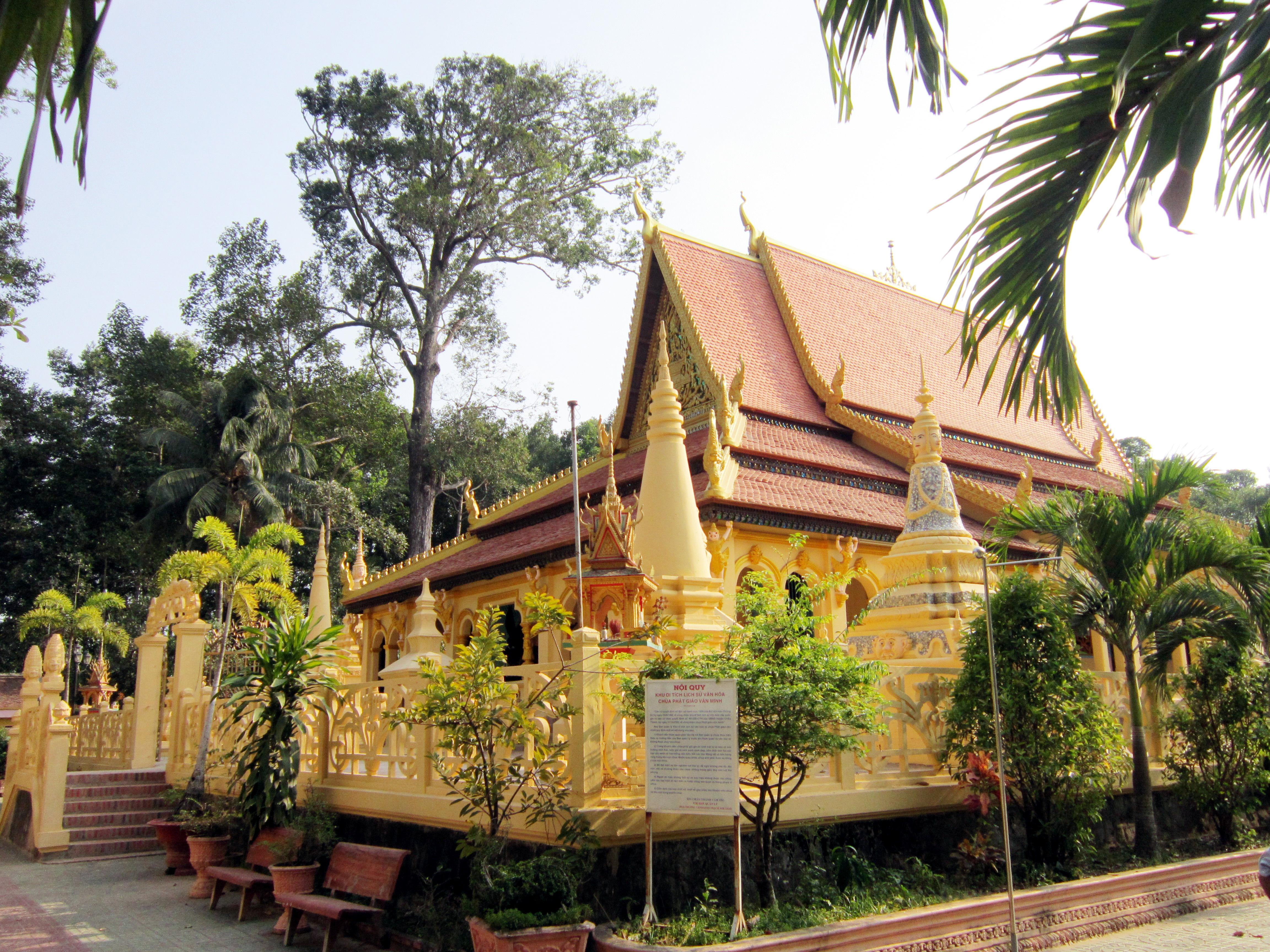
Bên ao là một ngôi chùa cổ (chùa Âng, tên Khmer: Angkorajaborey)
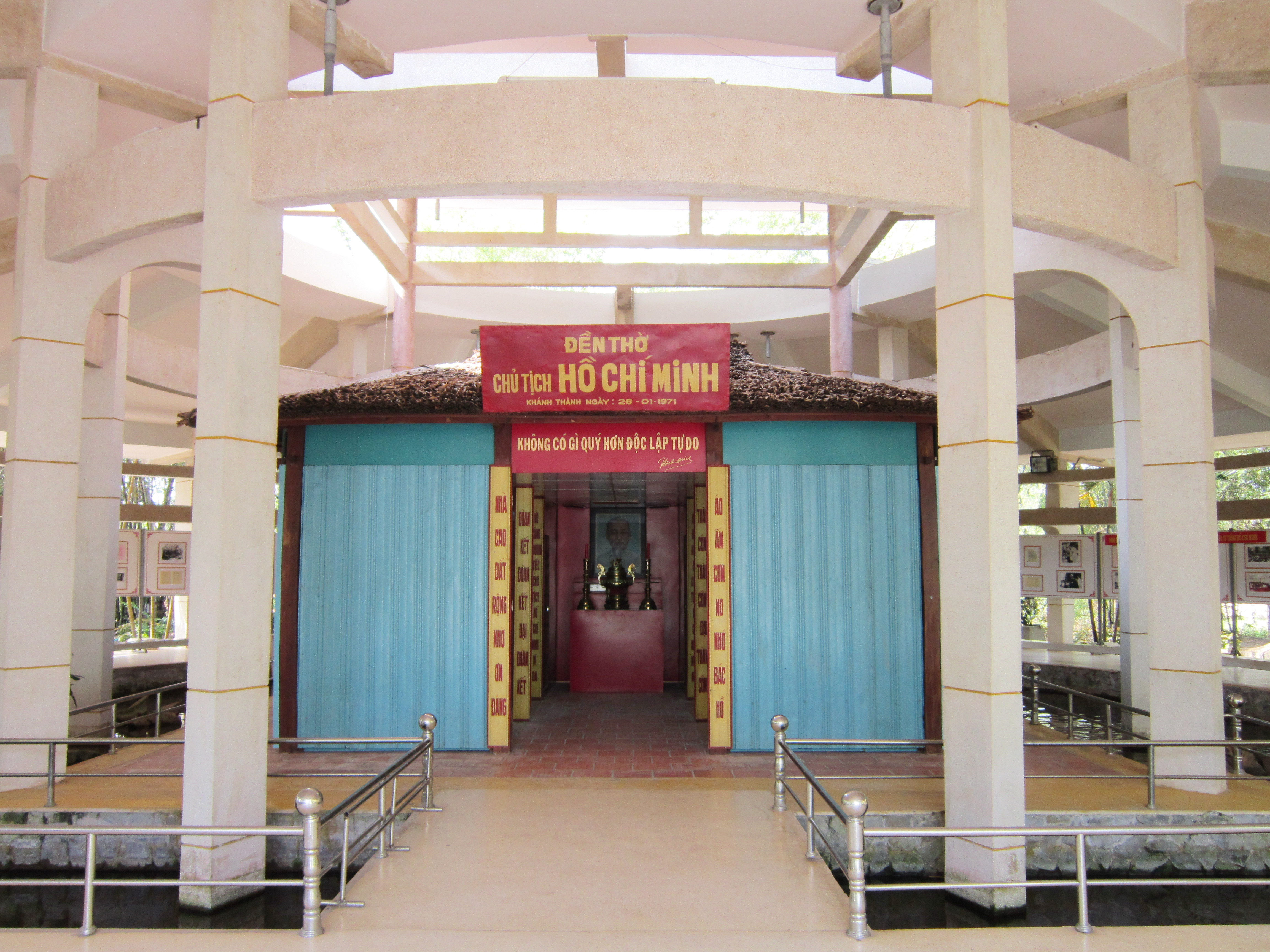
Mặt chính diện của Đền thơ Chủ tịch Hồ Chí Minh
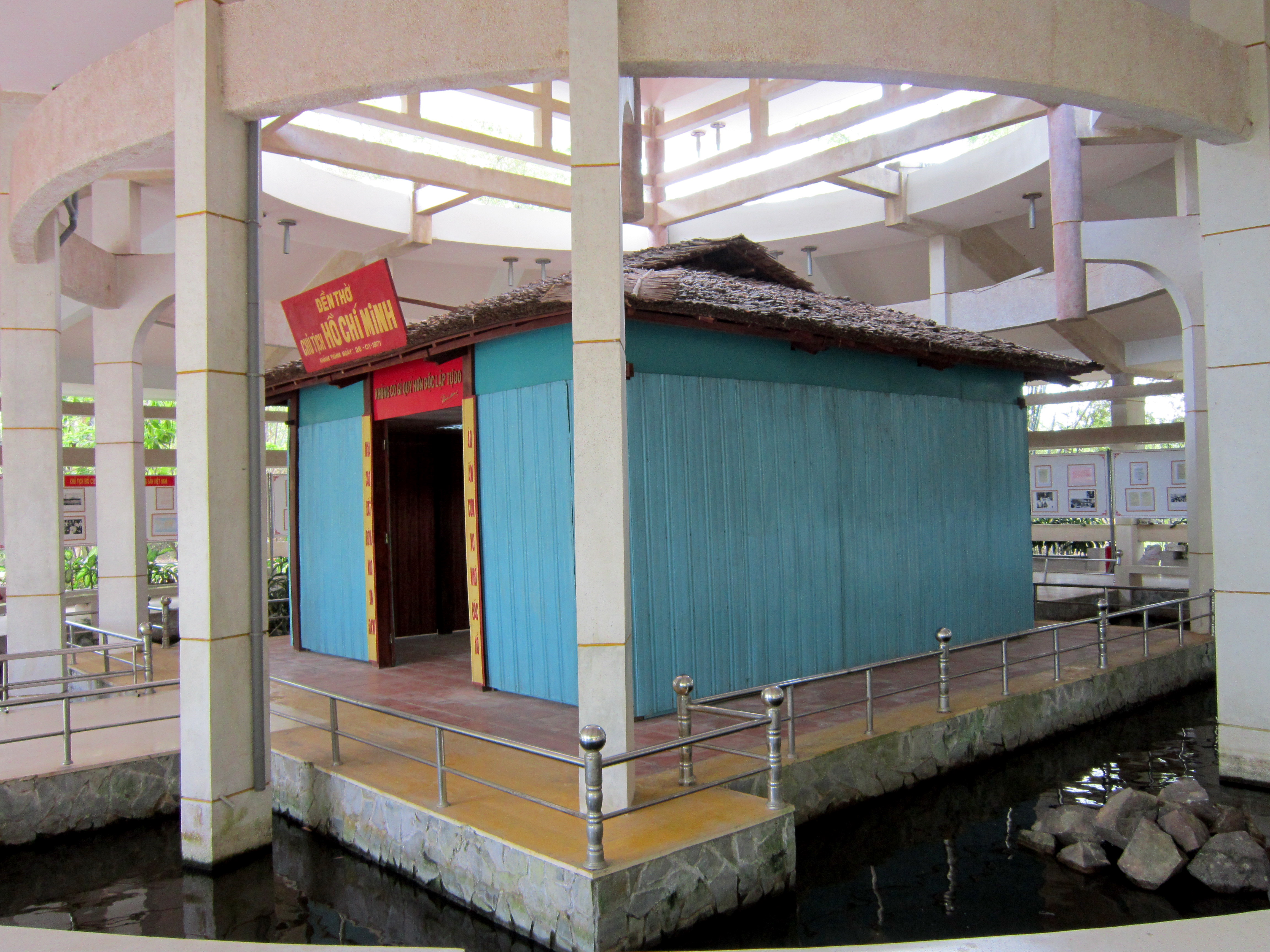
Đền thờ Chủ tịch Hồ Chí Minh ở Long Đức
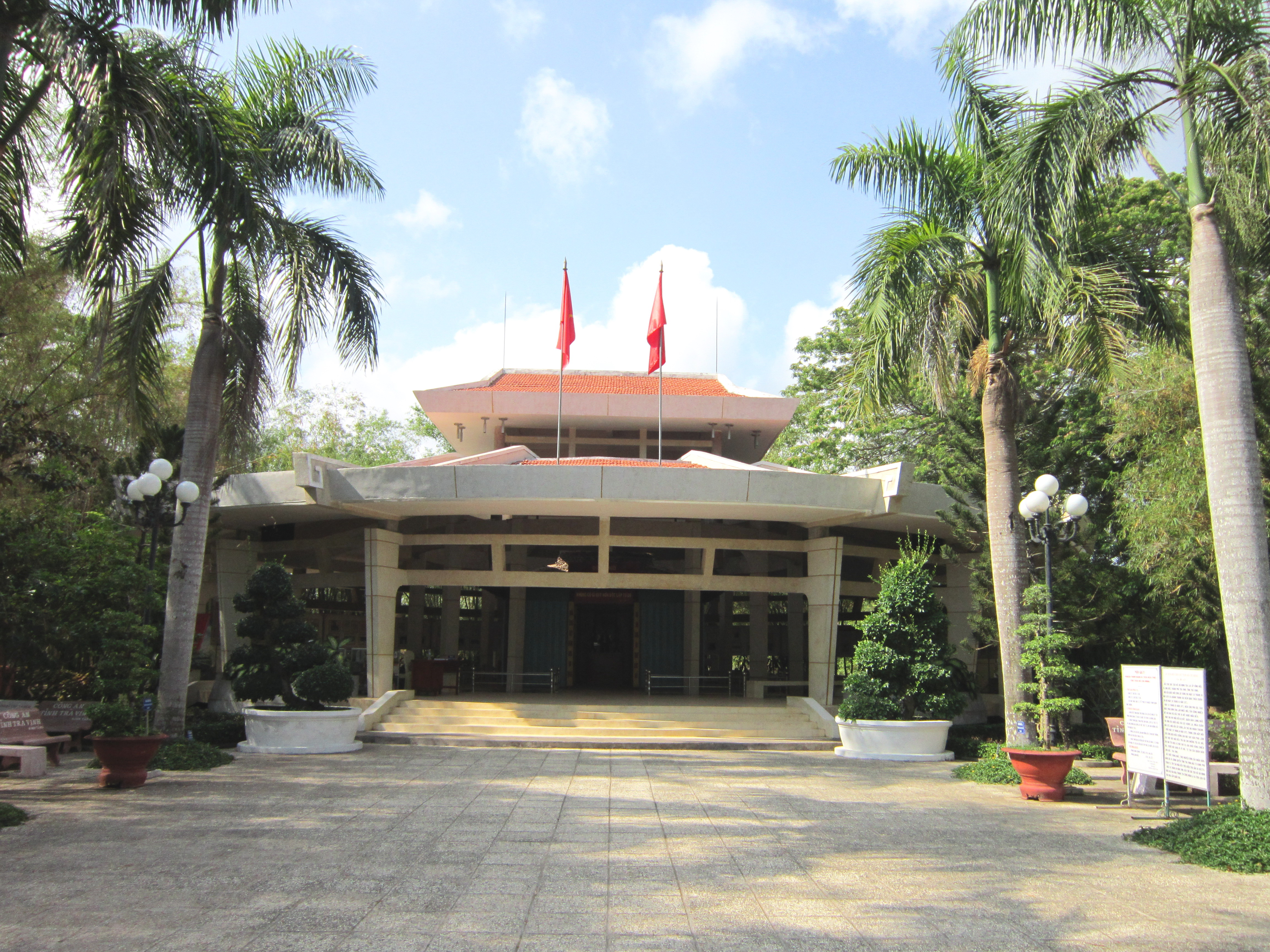
Tòa nhà được xây dựng sau 1975 để bao bọc và gìn giữ đền thờ
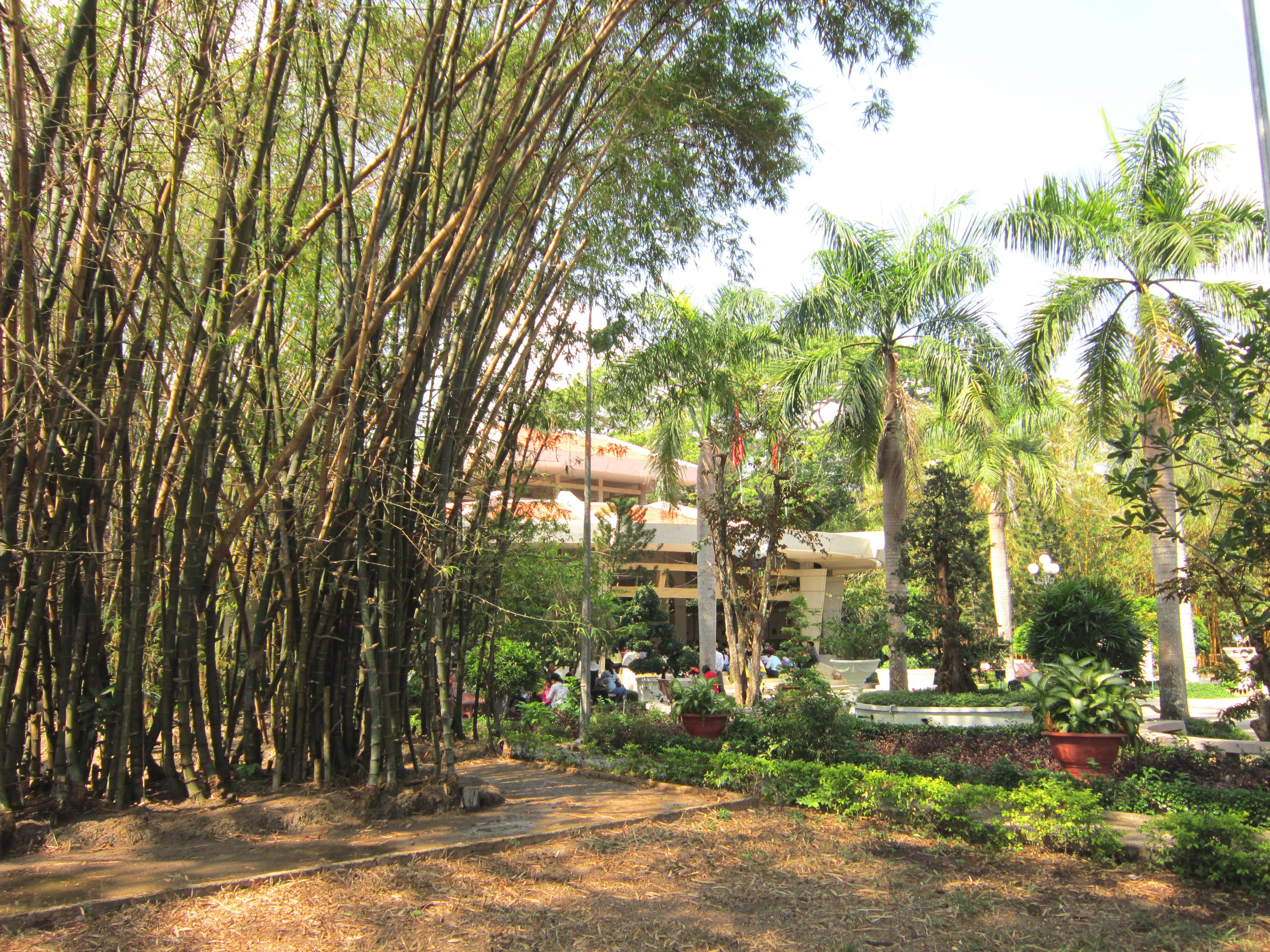
Một trong số các bụi tre được trồng trước năm 1975, để che chở cho đền thờ
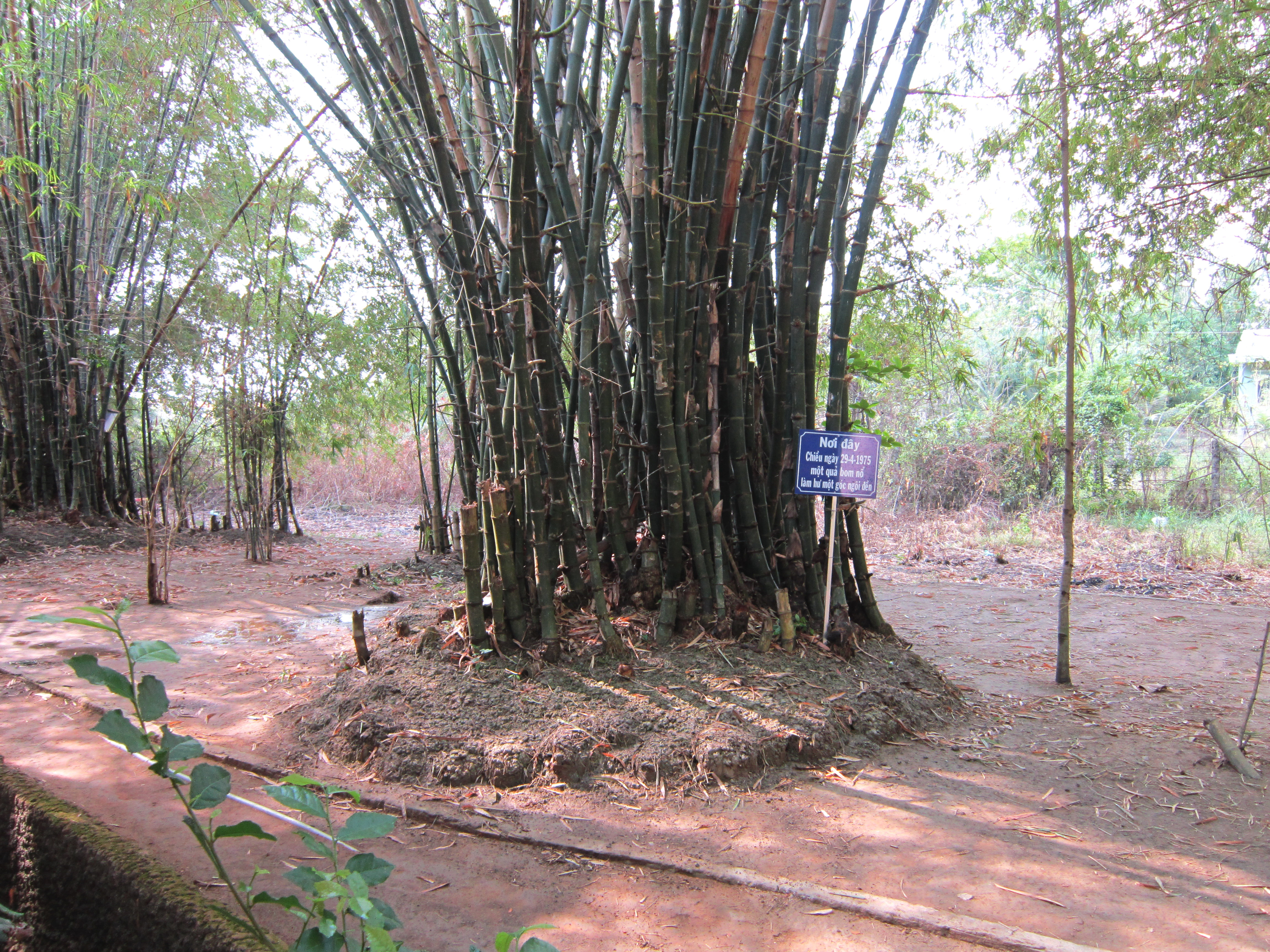
Ngày 29 tháng 4 năm 1975, một quả bom nổ tại bụi tre này làm hư hỏng một phần đền thờ
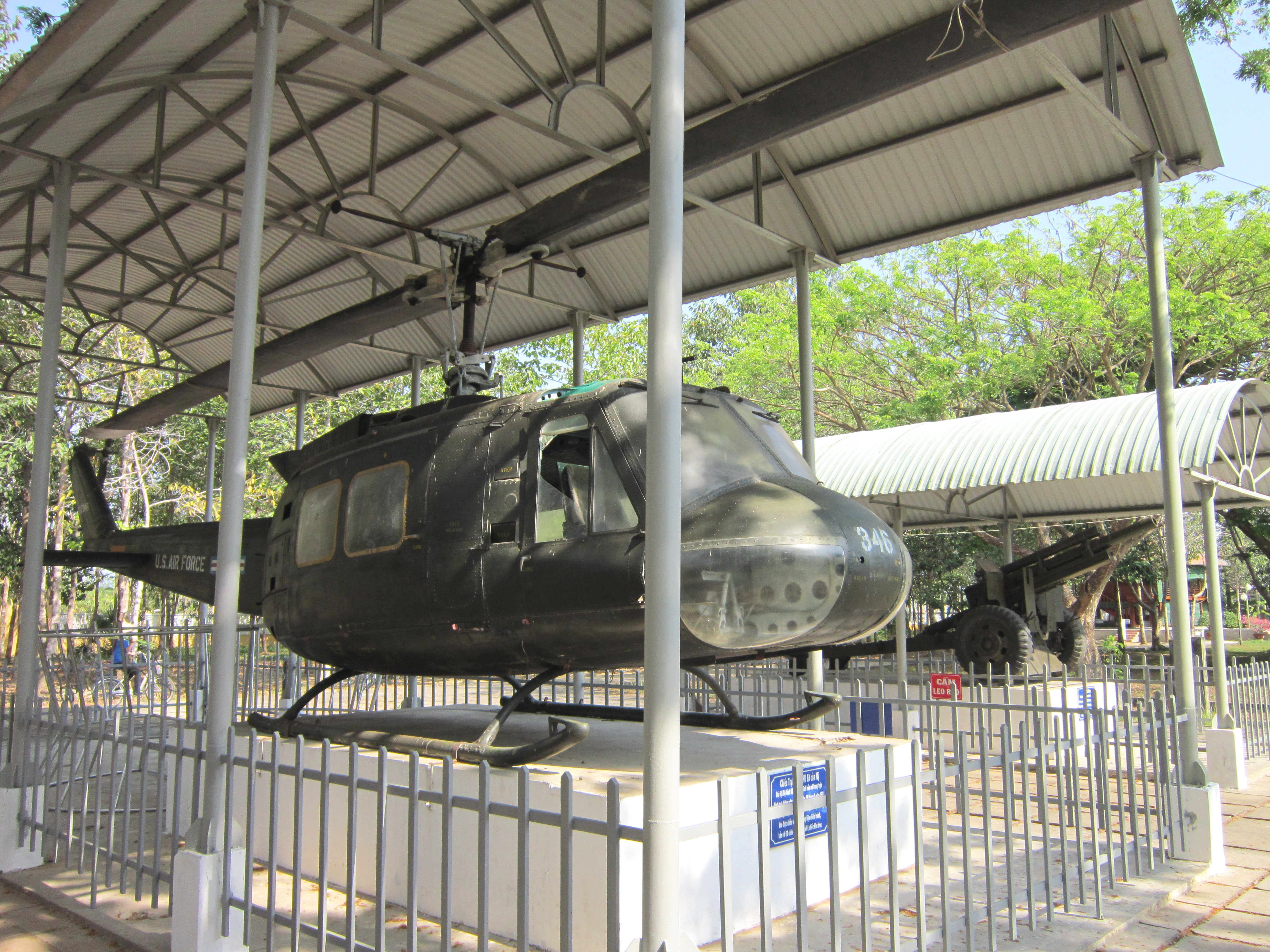
Nhà trưng bày máy bay và súng pháo của đối phương trong khu đền thờ